# 巴尔凯
巴尔凯（法語：Barquet，法語發音：[baʁkɛ]）是法国厄尔省的一个市镇，位于该省中部，属于贝尔奈区。

## 地理
巴尔凯（49°2'46"N, 0°51'31"E）面积13.68 平方千米，位于法国诺曼底大区厄尔省，该省份为法国北部内陆省份，北起滨海塞纳省，西接奧恩省和卡爾瓦多斯省，南至厄尔-卢瓦省，东临瓦兹省、瓦兹河谷省和伊夫林省。
与巴尔凯接壤的市镇（或旧市镇、城区）包括：贝维尔拉康帕涅、埃芒维尔、里勒河畔格罗莱、勒普莱西-圣奥波蒂娜、罗米伊-拉皮特奈。

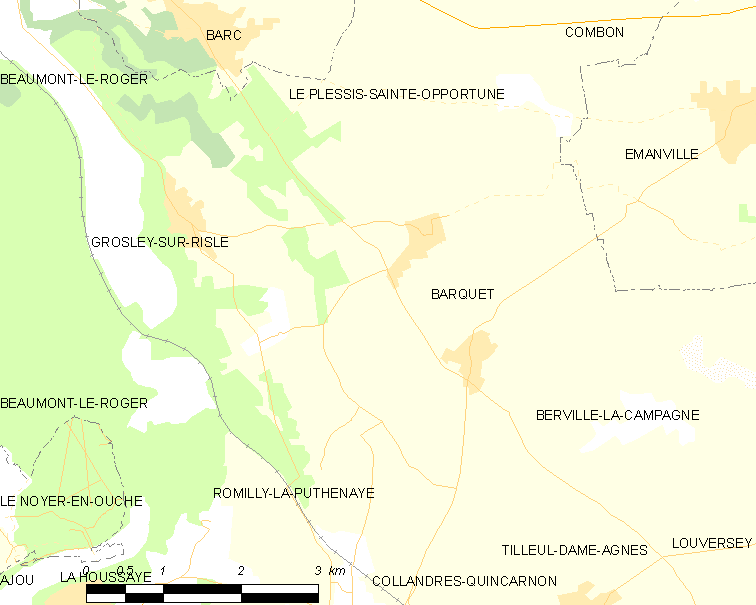
巴尔凯的OSM定位图

巴尔凯的时区为UTC+01:00、UTC+02:00（夏令时）。

## 行政
巴尔凯的邮政编码为27170，INSEE市镇编码为27040。

## 政治
巴尔凯所属的省级选区为布里奥讷县。

## 人口

1962-2008年间巴尔凯人口变化图示

巴尔凯于2022年1月1日时的人口数量为449人。